# الغواصة الألمانية يو-591
غواصة يو-591 غواصة يو بوت ألمانية من غواصة الفئة السابعة سي بنيت لسلاح بحرية ألمانيا النازية كريغسمارينه، في أحواض بلوم+فوس خلال الحرب العالمية الثانية.

## التصميم
تصميم الفئة السابعة سي
تم تصميم غواصات الفئة السابعة سي لتحسين الأداء مقارنة بالفئات السابقة. كانت يو-591 واحدة من حوالي 200 غواصة تم بناءها في هذه الفئة، التي كانت تعد بمثابة العمود الفقري للغواصات الألمانية أثناء الحرب. كانت هذه الغواصات تتمتع بقدرة أكبر على المدى الطويل، مما سمح لها بمواصلة تنفيذ العمليات الحربية لفترات أطول دون الحاجة إلى العودة إلى القواعد بشكل متكرر. كما تم تحسين أداء المحركات وزيادة قدرة التخزين، مما جعلها أكثر كفاءة في تنفيذ الهجمات على السفن التجارية البحرية

## تاريخ الخدمة
التاريخ والعمليات
تم بناء غواصة يو-591 في عام 1941 وأُطلقت في أحوض بلوم+فوس، وهي واحدة من العديد من الغواصات التي تم بناؤها لدعم العمليات الحربية الألمانية في المياه الأوروبية. كانت غواصات الفئة السابعة سي مجهزة بشكل جيد للقيام بغارات ضد قوافل الحلفاء في المحيط الأطلسي، حيث كانت تستهدف سفن الشحن التي تزود الحلفاء بالإمدادات.
الغواصة يو-591 كانت واحدة من العديد من الغواصات التي دخلت الخدمة في هذه الفترة، وعلى الرغم من أنها لم تشتهر بعملياتها العدوانية كما بعض الغواصات الأخرى مثل يو-47، إلا أنها كانت جزءًا من الجهود الألمانية الهائلة لشل حركة النقل البحري في البحر

## ملخص نتائج الخدمة
ملخص نتائج خدمة غواصة يو-591:
	1.	الدور الهجومي: غواصة يو-591 كانت جزءًا من الغواصات الألمانية من فئة السابعة سي التي شاركت في حرب الغواصات ضد الحلفاء، مستهدفة سفن الشحن وقوافل الإمداد في المحيط الأطلسي.
	2.	الأداء العملياتي: رغم أنها لم تحقق شهرة كبيرة مثل بعض الغواصات الأخرى، إلا أن يو-591 كانت جزءًا من جهود كريغسمارينه لشل حركة النقل البحري للحلفاء، مما أسهم في إضعاف قدرتهم على تعزيز الجبهات.
	3.	التدمير النهائي: في عام 1943، تم تدمير يو-591 بعد تعرضها للهجوم الجوي من قبل القوات الجوية الملكية البريطانية، مما أدى إلى غرقها.
	4.	التأثير في الحرب: بالرغم من تدميرها، إلا أن غواصات الفئة السابعة سي، مثل يو-591، كانت تشكل تهديدًا كبيرًا للقوافل البحرية الحليفة، ووفرت كريغسمارينه بقدرة هجوم بعيدة المدى، مما جعلها جزءًا من إرث حرب الغواصات الألمانية